# Сан-Вілледж (Каліфорнія)
Сан-Вілледж (англ. Sun Village) — переписна місцевість (CDP) в США, в окрузі Лос-Анджелес штату Каліфорнія. Населення — 12 345 осіб (2020).

## Географія
Сан-Вілледж розташований за координатами 34°33′34″ пн. ш. 117°57′24″ зх. д. / 34.55944° пн. ш. 117.95667° зх. д. (34.559524, -117.956758).  За даними Бюро перепису населення США в 2010 році переписна місцевість мала площу 27,68 км², з яких 27,68 км² — суходіл та 0,00 км² — водойми.

## Демографія
Згідно з переписом 2010 року, у переписній місцевості мешкало 11 565 осіб у 3003 домогосподарствах у складі 2430 родин. Густота населення становила 418 осіб/км².  Було 3343 помешкання (121/км²).
Расовий склад населення:
| - 58,8 % — білих - 7,0 % — чорних або афроамериканців - 1,4 % — корінних американців - 1,1 % — азіатів - 0,2 % — вихідців з тихоокеанських островів - 26,9 % — осіб інших рас |

До двох чи більше рас належало 4,5 %. Частка іспаномовних становила 63,2 % від усіх жителів.
За віковим діапазоном населення розподілялося таким чином: 31,0 % — особи молодші 18 років, 60,4 % — особи у віці 18—64 років, 8,6 % — особи у віці 65 років та старші. Медіана віку мешканця становила 31,4 року. На 100 осіб жіночої статі у переписній місцевості припадало 106,6 чоловіків;  на 100 жінок у віці від 18 років та старших — 104,0 чоловіків також старших 18 років.
Середній дохід на одне домашнє господарство  становив 60 129 доларів США (медіана — 52 554), а середній дохід на одну сім'ю — 62 867 доларів (медіана — 59 071). Медіана доходів становила 38 056 доларів для чоловіків та 32 475 доларів для жінок. За межею бідності перебувало 18,6 % осіб, у тому числі 24,9 % дітей у віці до 18 років та 6,6 % осіб у віці 65 років та старших.
Цивільне працевлаштоване населення становило 3975 осіб. Основні галузі зайнятості: освіта, охорона здоров'я та соціальна допомога — 18,1 %, науковці, спеціалісти, менеджери — 14,7 %, будівництво — 12,2 %, роздрібна торгівля — 10,2 %.